# Христо Симеонов
Христо Симеонов е български революционер, радовишки войвода на Вътрешната македоно-одринска революционна организация.

## Биография
Христо Симеонов е роден в град Пловдив. Завършва гимназия в родния си град и влиза във ВМОРО. Действа като войвода в Струмишкия революционен окръг.
През лятото на 1905 година войводата Симеонов се присъединява към четата на Петър Самарджиев и действа с него в Струмишко и Тиквешко и на няколко пъти участва в сблъсъци с османски военни части. Участва в залавянето и обесването на тиквешкия каймакамин албанеца Ибрахим ага.
След възстановяването на организацията от 1910 година Христо Симеонов е секретар на радовишкия войвода Стамен Темелков, а в края на годината самостоятелен войвода в Радовишко. Симеонов е сред доверените хора на Тодор Александров. Той устройва така наречените Магарешки атентати в Щип, Кочани и Куманово, които са поводът за избухването на Балканската война в 1912 година. Симеонов влиза в Македоно-одринското опълчение и действа с четата си в Радовишко като част от четата на Тодор Александров.
След Междусъюзническата война в 1914 година навлиза с чета в Радовишко и в началото на юли разрушава важния железопътен мост на река Водосир между Удово и Демиркапия - първата голяма акция на ВМОРО в окупираната Вардарска Македония.
След Първата световна война Христо Симеонов отново се включва в дейността на възстановената ВМРО и през 1920 – 1922 година е войвода в Радовишко, като Иван Михайлов го нарича
| „ | енергичен, буден войвода... | “ |

| Чета на Христо Симеонов от 1921 година | Чета на Христо Симеонов от 1921 година | Чета на Христо Симеонов от 1921 година | Чета на Христо Симеонов от 1921 година | Чета на Христо Симеонов от 1921 година            |
| Номер                                  | Име                                    | Селище                                 | Околия                                 | Забележка                                         |
| -------------------------------------- | -------------------------------------- | -------------------------------------- | -------------------------------------- | ------------------------------------------------- |
| 1.                                     | Христо Симеонов                        |                                        | Пловдивска                             | войвода                                           |
| 2.                                     | Лазар Кльонков                         |                                        | Щипска                                 | подвойвода                                        |
| 3.                                     | Илия Кацев                             | Поголево                               | Радовишка                              |                                                   |
| 4.                                     | Методи Христов                         | Дедино                                 |                                        |                                                   |
| 5.                                     | Христо Филев                           | Дедино                                 |                                        |                                                   |
| 6.                                     | Коце Манев                             | Дедино                                 |                                        |                                                   |
| 7.                                     | Андон Христов                          | Долна Вращица                          |                                        |                                                   |
| 8.                                     | Мите Янев                              | Гарван                                 |                                        |                                                   |
| 9.                                     | Георги Софиянкин                       | Лубница                                |                                        |                                                   |
| 10.                                    | Стоян Спасев                           | Конче                                  |                                        |                                                   |
| 11.                                    | Георги Спасев                          | Конче                                  |                                        |                                                   |
| 12.                                    | Костадин Спасев                        | Конче                                  |                                        |                                                   |
| 13.                                    | Марко Хаджикамчев                      | Конче                                  |                                        |                                                   |
| 14.                                    | Спас                                   | Смилянци                               |                                        |                                                   |
| 15.                                    | Ставруш                                | Подреш                                 | Радовишка                              |                                                   |
| 16.                                    | Тушо Попов                             | Иново                                  |                                        |                                                   |
| 17.                                    | Димитър Воиславеца                     | Войслово                               |                                        |                                                   |
| 18.                                    | Димитър Николов                        | Скоруша                                |                                        |                                                   |
| 19.                                    | Ильо Пайтовчето                        | Загорци                                |                                        |                                                   |
| 20.                                    | Ильо Томов                             | Гарван                                 |                                        |                                                   |
| 21.                                    | Паньо Васелков                         | Загорци                                |                                        | предал се през 1923 - 1924 и убит от Петър Пандов |
| 22.                                    | Петър Пандов                           | Лубница                                |                                        |                                                   |
| 23.                                    | Петър Христов                          | Лубница                                |                                        |                                                   |
| 24.                                    | Тушо                                   | Дедино                                 |                                        |                                                   |
| 25.                                    | Бекир                                  | Чепели                                 |                                        |                                                   |
| 26.                                    | Аки бей и друг албанец                 |                                        |                                        |                                                   |

След 1922 година Симеонов е в Софийския пункт на ВМРО, който набира доброволци и окомплектова заминаващите за Македония чети.